# Vlada Avramov
Vlada Avramov (født 5. april 1979) er en serbisk tidligere fodboldspiller.

## Serbiens fodboldlandshold
| Serbiens landshold | Serbiens landshold | Serbiens landshold |
| År                 | Kmp                | Mål                |
| ------------------ | ------------------ | ------------------ |
| 2007               | 2                  | 0                  |
| Total              | 2                  | 0                  |